# 차재이
차재이(본명: 최인영, 1990년 11월 22일 ~ )는 대한민국의 배우이며 배우 차화연의 딸이기도 하다.

## 출연 작품

### 텔레비전 드라마
- 2014년 tvN 《마이 시크릿 호텔》- 재이 역
- 2015년 MBC 《엄마》
- 2019년 tvN 《악마가 너의 이름을 부를 때》
- 2019년 KBS2 《KBS 드라마 스페셜》 - 웬 아이가 보았네
- 2024년 KBS2 수목 드라마 《수상한 그녀》- 젊은 시절 김애심 역

### 연극
- 2015년《꽃의 비밀》

### 영화
- 2015년《어떤살인》- 면접관 2 역

### 방송
- 2020년 MBC 에브리원 《비디오스타》 (6월 23일 202회 출연)

### 광고
- 2015년 동성제약 세븐에이트
- 2017년 서울우유 목장나들이 구워구워 치즈
- 2019년 안국건강 저분자콜라겐 칼슘플러스+ (with 차화연)

### 도서
- 2021년 무모하게 살고 미련하게 사랑하기를 (차재이 에세이)
- 2022년 새벽은 이별에게 가혹하고 (차재이 에세이)
- 2024년 푸른 등의 사람

### 뮤직 비디오
- 2023년 장윤정 - 바람처럼 하늘처럼